# Hirsutisoma grimaldii
Espèce
Hirsutisoma grimaldii est une espèce fossile de ricinules de la famille des Hirsutisomidae.

## Distribution
Cette espèce, datant du Crétacé, a été découverte dans de l'ambre de Birmanie.

## Description
Le mâle holotype mesure 3,91 mm

## Classification
Cette espèce a été décrite par Botero-Trujillo, Davis, Michalik et Prendini en 2022.

### Étymologie
Cette espèce est nommée en l'honneur de David Alan Grimaldi, conservateur au Musée américain d'histoire naturelle.

### Publication originale
- [2022] (en) Ricardo Botero-Trujillo, Steven R. Davis, Peter Michalik et Lorenzo Prendini, « Hirsutisoma grimaldii sp. nov., a ca. 99-million-year-old ricinuleid (Primoricinulei, Hirsutisomidae) from Cretaceous Burmese amber with a corticolous, scansorial lifestyle », Palaeoentomology, Nouvelle-Zélande, vol. 5, no 5,‎ 2022, p. 493-504 (ISSN 2624-2826, lire en ligne, consulté le 2 août 2023). .